# Tyrannochromis
Tyrannochromis és un gènere de peixos de la família dels cíclids i de l'ordre dels perciformes endèmic del llac Malawi (Àfrica oriental).

## Taxonomia
- Tyrannochromis macrostoma (Regan, 1922)[3]
- Tyrannochromis maculiceps (Ahl, 1926)
- Tyrannochromis nigriventer (Eccles, 1989)[4]
- Tyrannochromis polyodon (Trewavas, 1935)[5][6][7][8][9][10][11][12][13]